# Max Hoffmann (politik)
Max Hoffmann (8. července 1878 Dalešice – ???) byl československý politik německé národnosti, meziválečný poslanec Národního shromáždění za Německou sociálně demokratickou stranu dělnickou v ČSR.

## Biografie
Narodil se v Dalešicích v okrese Jablonec nad Nisou. Vystudoval chlapeckou měšťanskou školu a učitelský ústav v Liberci. Pracoval jako učitel na školách v okrese Jablonec nad Nisou. Roku 1902 byl účastníkem učitelského sjezdu v Štýrském Hradci. Zde byl zvolen do vedení výboru nově založeného svazu rakouských zkušebních učitelů v Jablonci. Od roku 1905 byl učitelem na chlapecké měšťanské škole v Tanvaldu. Vyučoval zde zeměpis, dějepis a němčinu.
Podle údajů k roku 1922 byl profesí odborným učitelem v Dolním Tanvaldě.
Po parlamentních volbách v roce 1920 získal za Německou sociálně demokratickou stranu dělnickou v ČSR (DSAP) mandát v Národním shromáždění. Mandát ale získal až dodatečně roku 1922 jako náhradník poté, co byl poslanec Otto Hahn zbaven mandátu.
Po vypršení jeho poslaneckého mandátu nastoupil roku 1926 jako ředitel chlapecké a dívčí měšťanské školy v Tanvaldu. Definitivně ale nakonec tento post získal jeho starší kolega.